# 美國農業經濟期刊
《美國農業經濟期刊》（American Journal of Agricultural Economics）是一份1919年起發行的學術期刊。該期刊每年出版5次，內容除涵蓋農業、自然資源和環境經濟學外，還包括農村和城鎮發展。目前，期刊的主編是艾奧瓦州立大學的David A. Hennessy、加利福尼亞大學戴維斯分校的J. Edward Taylor、俄亥俄州立大學的Brian E. Roe以及伊利諾大學厄巴納-香檳分校的Madhu Khanna。

## 資料來源
1. ↑  .   [2014-04-26]. （原始内容存档于2009-04-21）.

## 外部連結
- 官方网站